# Stanisław Skarbiński
Stanisław Marian Skarbiński (ur. 21 września 1857 w Krakowie, zm. 2 maja 1925 w Grodźcu) – inżynier górnictwa, mechanik, dyrektor kopalni w Grodźcu koło Będzina, działacz gospodarczy i społeczny, wiceprezes Rady Centralnego Związku Polskiego Przemysłu, Górnictwa, Handlu i Finansów w 1920 roku. Zainstalował pierwszy górniczy piec rotacyjny na terenie Polski.

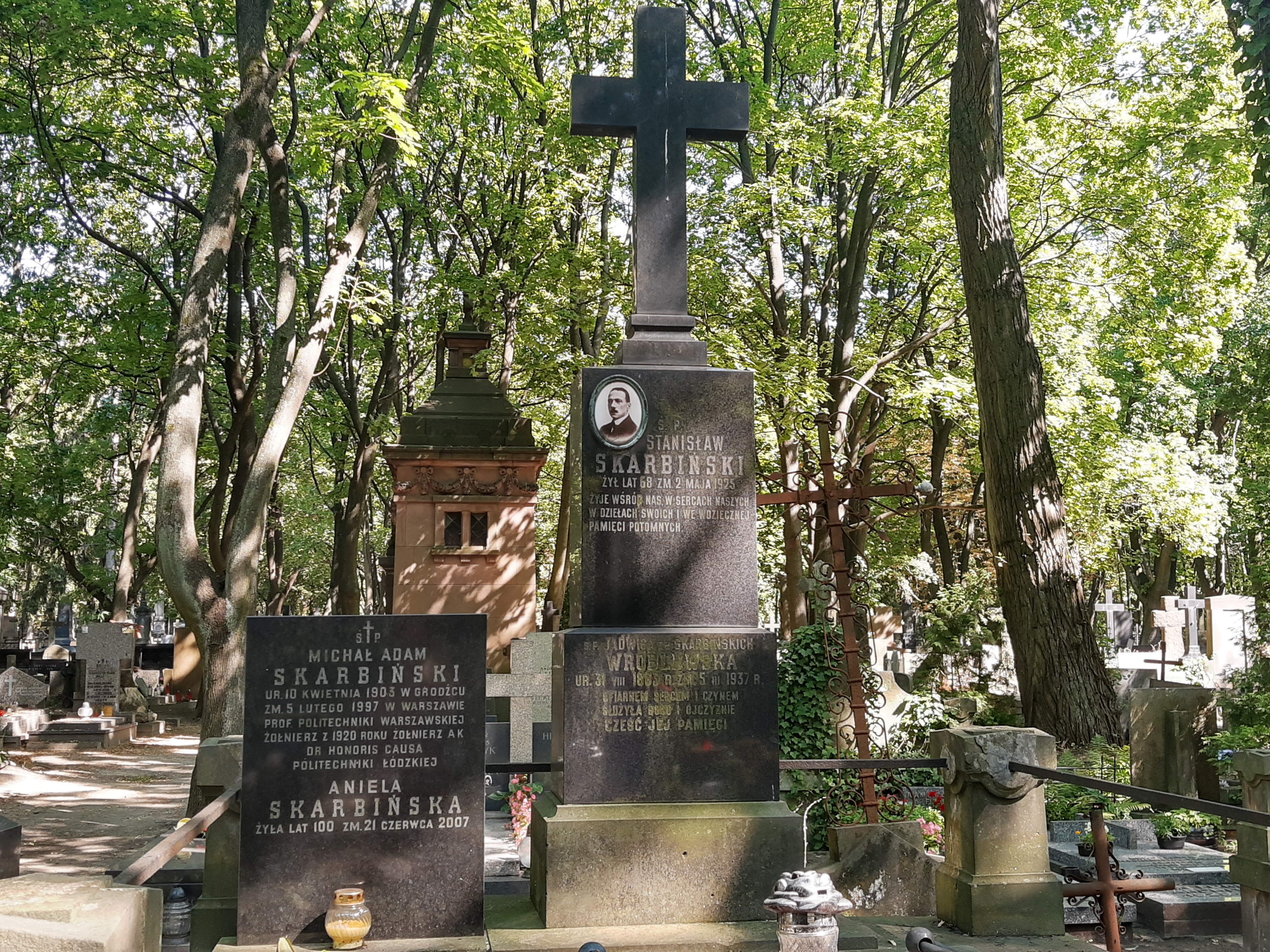
Grób Stanisława i prof. Michała Skarbińskich na Starych Powązkach

## Życiorys
Syn lekarza Feliksa Skarbińskiego oraz Wiktorii z Hanickich. Uczył się w I Cesarsko-Królewskiej Wyższej Szkole Realnej w Krakowie. W 1874 zdał egzamin dojrzałości i został słuchaczem Maschinenbauschule na politechnice w Wiedniu. Od 1878 pracował jako inżynier konstruktor w biurze technicznym L. Zieleniewskiego w Krakowie, następnie w Warszawie w roku 1880 w Fabryce Maszyn Parowych i Odlewni Orthwein, Markowski i Karasiński. Od 1 lipca 1880 do 1900 był dyrektorem naczelnym Fabryki Portland Cementu w Grodźcu (obecnie dzielnica Będzina) w Zagłębiu Dąbrowskim. W latach 1886–1914 pełnił także funkcję dyrektora kopalni „Maria” (później „Grodziec I”). W roku 1899 brał udział w pracach przy powołaniu spółki akcyjnej Grodzieckie Towarzystwo Kopalń Węgla i Zakładów Przemysłowych, która w latach 1899–1901 zbudowała i uruchomiła nowoczesną kopalnię węgla kamiennego „Grodziec II”. W 1903 założył Ochotniczą Straż Pożarną kopalni Grodziec i został jej pierwszym prezesem. Wybrany członkiem Rady Stanu w 1918 roku. Pełnił kolejno funkcje: prezesa Rady Zjazdów Przemysłowców Górniczych, członka Rady Handlowo-Przemysłowej, przewodniczącego Prezydium Kuratorium finansowego (wspierającego działania powstałej w 1919 Akademii Górniczej w Krakowie, od 1910 przewodniczącym Rady Opiekuńczej Szkoły Handlowej (później Wyższa Szkoła Realna, Gimnazjum Męskie Zgromadzenia Kupców) w Będzinie przy ul. Kołłątaja. Inicjator ufundowania bursy dla studentów Akademii Górniczej przy ul. Gramatyka 10 w Krakowie oraz organizator pomocy przemysłu węglowego dla nowej uczelni. Doktor honoris causa AG (1923).
Od 1882 był mężem Izabelli Jadwigi Aleksandry z Żychlińskich, z którą miał Jadwigę Różę Stanisławę (1883–1937) oraz Stanisława Mariana jr (1886–1969).
Zmarł 2 maja 1925. Pochowany na Cmentarzu Powązkowskim (kwatera 94-6-2,3).

## Ordery i odznaczenia
- Krzyż Komandorski Orderu Odrodzenia Polski – 2 maja 1924[4] „w uznaniu zasług, położonych na polu rozwoju przemysłu górniczego w Rzeczypospolitej Polskiej”[5]